# Ludzie-koty (film 1982)
Ludzie-koty (tytuł oryginalny Cat People) – amerykański film fabularny (horror) z 1982 roku z Nastasją Kinski, Malcolmem McDowellem i Johnem Heardem w rolach głównych.
Jest to remake klasycznego horroru z roku 1942 pod tym samym tytułem.
Film Ludzie-koty zaczyna się od motta:

Dawno temu, nasi przodkowie ofiarowali swoje dzieci lampartowi.
Dusze dzieci dorastały wewnątrz lampartów
aż lamparty stały się ludźmi.
Byliśmy więc bogami.
Jesteśmy rasą kazirodczą.
Możemy kochać się tylko ze sobą, inaczej się przekształcimy.
A zanim znowu staniemy się ludźmi, musimy zabijać...

## Obsada
- Nastassja Kinski jako Irena Gallier
- Malcolm McDowell jako Paul Gallier
- John Heard jako Oliver Yates
- Annette O’Toole jako Alice Perrin
- Ed Begley Jr. jako Joe Creigh
- Scott Paulin jako Bill Searle
- John Larroquette jako Bronte Judson
- Stephen Marshal jako Moonie
- Julie Denney jako Carol
- Arione De Winter jako Matka w indiańskiej wiosce
- Francine Segal jako Kobieta w kościele
- Frankie Faison jako Detektyw Brandt

i inni.